# Louis Canler
 (avril 2017).
Pierre-Louis Canler (né le 4 avril 1797 à Saint-Omer et mort le 24 octobre 1865 à Paris) est un policier français.
Son père, vétéran des guerres de la 1re république était installé à Saint-Omer en 1797
En 1799, il rejoignit un régiment de vétérans de Namur alors ville française du département de Sambre-et-Meuse ; il devient en chef de la prison militaire de cette ville en 1801. 
Louis Canler devient enfant de troupe puis tambour le 18 juin 1805. Soldat, puis caporal en 1813 de l'armée napoléonienne, il est présent au siège d'Anvers (1814), à Fleurus et à Waterloo en 1815. Il quitte l'armée en décembre 1818. Marié, il est employé dans une fabrique de papiers peints. Entré comme inspecteur à la préfecture de police le 25 avril 1820, sous les ordres de Dabasse, un policier peu scrupuleux, il est employé à la police politique de la Restauration. Plus tard il peut lutter contre la criminalité de droit commun, ce qu'il préfère. Il devient inspecteur à la 6e brigade de la Sûreté parisienne en 1825. Officier de paix à la préfecture de police en 1844 et adjoint au chef de la Sûreté, il est nommé chef de ce service le 3 mars 1849. Il quitte sa fonction le 15 novembre 1851, après 31 ans et 7 mois de service. 
Professionnel à la carrière régulière et continue, c'est un policier très différent d'un Vidocq. Il est l'auteur de l'arrestation de Lacenaire et de son complice Hardy.

## Œuvre
Il a laissé ses Mémoires. La première et la seconde éditions paraissent en 1862. Le libraire-éditeur F. Roy à Paris, les republie en 2 volumes en 1882. 
Ce texte fut réédité au Mercure de France en 1968, puis en 1986 ; cette dernière édition, de 568 pages, est annotée par Jacques Brenner.
La 1re édition fut abrégée  il "avait cru prudent de supprimer tous les passages susceptibles de porter ombrage à la police impériale", peut-on lire dans l’avertissement de la troisième édition. Elle fut néanmoins saisie.